# Eddie Ockenden
Edward ("Eddie") Ockenden (Hobart, 3 april 1987) is een Australisch hockeyer die tevens uitkomt voor de Australische hockeyploeg.
Ockenden doorliep de nationale jeugdelftallen en in 2006 verdiende hij zijn interlanddebuut bij de The Kookaburras. In 2008 werd hij uitgeroepen tot World Hockey Young Player of the Year en speelde hij zich in de kijker van enkele hoofdklasseclubs in Nederland. Hij ging spelen voor MHC Laren, waar hij samen met zijn landgenoot Luke Doerner ging spelen. 
Met de nationale ploeg won hij vooralsnog het WK in 2010 en driemaal de Champions Trophy. Daarnaast won hij ook goud bij de Gemenebestspelen 2010. Hij maakte deel uit van de selecties die deelnamen aan de Olympische Spelen in 2008 en 2012, waar de bronzen medaille werd gepakt. 

## Onderscheidingen
- 2008 – FIH Junior Player of the World